# Ветеринарный препарат
Ветеринарный препарат (Ветеринарный лекарственный препарат) — лекарственное средство, предназначенное для диагностики, лечения или профилактики болезней у животных.

## Официальные источники

### Россия
Все ветеринарные препараты, используемые на территории России, должны быть зарегистрированы в соответствующем уполномоченном федеральном органе исполнительной власти — Россельхознадзоре, который ведёт государственный реестр лекарственных средств для ветеринарного применения.

### США
В США контроль ветеринарных препаратов осуществляет подразделение FDA — Center for Veterinary Medicine (CVM).
- Одобренные ветеринарные препараты на сайте FDA

- Инструкции по применению ветеринарных препаратов на сайте DailyMed, созданным национальной библиотекой медицины США.